# El Cocal
El Cocal è un comune (corregimiento) della Repubblica di Panama situato nel distretto di Las Tablas, provincia di Los Santos. Si estende su una superficie di 7,2 km² e conta una popolazione di 1.889 abitanti (censimento 2010).